# شرمبک
شرمبک (به آلمانی: Schermbeck) یک شهر در آلمان است که در Wesel واقع شده‌است. شرمبک ۱۳٬۶۳۶ نفر جمعیت دارد.